# Johann David Wyss
Johann David Wyss (4. marts 1743 – 1818) var en schweizisk forfatter, født i Bern.
Han var mest kendt for sin bog Den schweiziske familien Robinson fra 1812, baseret på romanen Robinson Crusoe af Daniel Defoe. Bogen blev redigeret af hans søn Johann Rudolf Wyss, en videnskabsmand, som er berømt for at have skrevet den daværende schweiziske nationalsang.